# نادي سان دييغو
نادي سان دييغو (بالإنجليزية: San Diego FC)‏ هو نادي كرة قدم أمريكي محترف مقره في سان دييغو، كاليفورنيا. سيشارك النادي في الدوري الأمريكي لكرة القدم (MLS) كعضو في القسم الغربي؛ وسينضم إلى الدوري كفريق توسعي في عام 2025. سيلعب الفريق مبارياته على أرضه في ملعب سنابدراغون، وهو مكان متعدد الاستخدامات تم بناؤه في عام 2022.
يقود مجموعة ملكية النادي رجل الأعمال البريطاني المصري والسياسي السابق محمد منصور وفرقة سيكوان التابعة لقبيلة كومياي، وهي قبيلة هندية معترف بها فدراليًا. حصلت المجموعة على فريق التوسع في 18 مايو 2023؛ سيكون النادي رقم 30 في الدوري الأمريكي لكرة القدم (MLS).

## التاريخ

### دوري الدرجة الأولى لكرة القدم في سان دييغو
كان أول فريق كرة قدم محترف في سان دييغو هو فريق سان دييغو توروس الذي لم يدم طويلاً، وهو فريق دوري كرة القدم لأمريكا الشمالية (NASL) الذي انتقل من لوس أنجلوس في عام 1968 ولعب موسمًا واحدًا. تم إنشاء فريق دوري كرة القدم لأمريكا الشمالية (NASL) الثاني، وهو سان دييغو جوس، في عام 1976 من فريق بالتيمور كوميتس السابق ولعب لمدة عام واحد قبل الانتقال إلى لاس فيغاس؛ عاد الامتياز في عام 1978 وتمت إعادة تسميته بـ سوكرز، ولعب المباريات في الهواء الطلق في ملعب جاك مورفي، والذي تم تقاسمه مع فريق سان دييغو شارجرز التابع للرابطة الوطنية لكرة القدم وفريق سان دييغو بادريس لدوري البيسبول الرئيسي . كان حضور فريق سوكرز ضعيفًا ولكن نجا من انهيار الدوري الوطني لكرة القدم الأمريكية (NASL) بالانتقال إلى دوري كرة القدم الداخلي الرئيسي، حيث فازوا بثماني بطولات في تسعة مواسم. انتقل الفريق إلى الدوري القاري لكرة القدم الداخلي في عام 1993 وانهار في عام 1997؛ تم إحياء الاسم لاحقًا لفريق داخلي ثانٍ من عام 2001 إلى عام 2004 وفريق داخلي ثالث بدأ اللعب في عام 2009. الفرق الخارجية الأخرى، بما في ذلك سان دييغو فلاش ونادي سان دييغو 1904، لعبت فترات قصيرة في الأقسام الدنيا لكرة القدم الأمريكية في العقد الأول من القرن الحادي والعشرين والعقد الأول من القرن الحادي والعشرين قبل الانسحاب.

### عروض الدوري الأمريكي لكرة القدم (MLS) السابقة

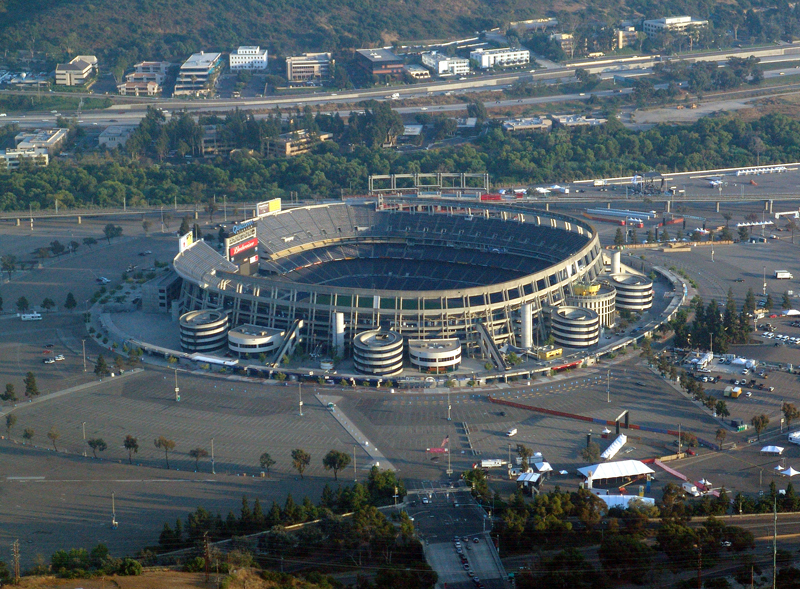
استضاف ملعب كوالكوم لعبة MLS All-Star لعام 1999 وكان عاملاً في العديد من عروض توسيع سان دييغو.

أثناء تشكيل الدوري الأمريكي لكرة القدم في منتصف التسعينيات، لم تكن سان دييغو من بين المدن الأمريكية التي قدمت عرضًا رسميًا لفريق في الموسم الافتتاحي، لكنها أعربت عن اهتمامها وعقدت عدة اجتماعات مع الدوري. وصف مفوض الدوري الأمريكي لكرة القدم، دوج لوجان، سان دييغو بأنها "المرشح الرئيسي" لفريق التوسع، لكن افتقار المدينة إلى ملعب مناسب لاستيعاب كرة القدم كان "عقبة كبيرة". في ذلك الوقت، تمت مشاركة ملعب جاك مورفي مع فريق بادريس وكان يتمتع بسعة أكبر من الحجم المطلوب للدوري. استضاف ملعب جاك مورفي الذي تم تجديده (أعيدت تسميته إلى ملعب كوالكوم) العديد من المباريات الاستعراضية بالإضافة إلى مباراة كل النجوم في الدوري الأمريكي لكرة القدم عام 1999، والتي اجتذبت حضورًا بلغ 23277 شخصًا؛ كانت لعبة MLS All-Star الوحيدة التي يتم لعبها خارج سوق الدوري الأمريكي لكرة القدم (MLS) النشط أو المستقبلي.
بعد الموافقة على خطط بناء ملعب كرة قدم في وسط المدينة لفريق بادريس، أعربت لجنة توسعة الدوري الأمريكي لكرة القدم (MLS) عن دعمها لفريق محتمل يلعب في ملعب كوالكوم - إما بشكل دائم أو حتى يتم بناء ملعب خاص بكرة القدم. تم النظر في سوق سان دييغو لـ شيفاز يو إس أي، وهو فريق توسعة الدوري الأمريكي لكرة القدم (MLS) عمل لاحقًا كفريق احتياطي لـ نادي غوادالاخارا الرياضي من دوري الدرجة الأولى المكسيكي. اختار الفريق بدلاً من ذلك مشاركة مكان منزله مع لوس أنجلوس غلاكسي في كارسون، كاليفورنيا، ولعب لمدة عشرة مواسم قبل الانسحاب بسبب انخفاض الحضور ومشاكل الملكية. واصل الدوري إدراج سان دييغو كمرشح محتمل للتوسع وتفاوض مع العديد من مجموعات المستثمرين المهتمة، لكن عدم وجود ملعب مناسب حال دون مزيد من الدراسة. ملعب بالبوا، موطن فريق شارجرز و جاوز، في الستينيات، تم ذكره أيضًا كموقع محتمل لملعب أصغر تم بناؤه لفريق MLS.
تأسس فريق جديد عبر الحدود المكسيكية ، نادي تيخوانا (الملقب بـ شولوس)، في عام 2007 وتم ترقيته إلى الدوري المكسيكي - دوري الدرجة الأولى في المكسيك - في عام 2011. اجتذب الفريق الدعم من المشجعين في سان دييغو، على بعد حوالي 20 ميل (32 كـم) شمال ملعبهم - ولعبوا العديد من المباريات الاستعراضية في المنطقة في أماكن مختلفة، بما في ذلك ملعب كوالكوم ومتنزه بادريس بيتكو. ظلت سان دييغو أيضًا واحدة من أفضل أسواق المشاهدة في الولايات المتحدة للبث التلفزيوني لكأس العالم فيفا والدوري الممتاز ومسابقات كرة القدم الخارجية الأخرى. أنتجت المنطقة أيضًا العديد من اللاعبين البارزين للمنتخبات الوطنية للرجال والسيدات في الولايات المتحدة.
أعلنت سان دييغو تشارجرز عن خطط للانتقال إلى منطقة لوس أنجلوس في عام 2015 بينما كانت تسعى أيضًا إلى إنشاء ملعب جديد في وسط مدينة سان دييغو، الأمر الذي تطلب موافقة الناخبين ولكن تم رفضه. أصبح رحيل الفريق رسميًا في أوائل عام 2017 وفتح فرصة لعرض توسيع الدوري الأمريكي لكرة القدم (MLS) جديد بقيادة رجل الأعمال مايك ستون مع العديد من المستثمرين الآخرين، بما في ذلك مالك بادريس بيتر سيدلر ولاعب كرة القدم السابق لاندون دونوفان. تم سحب عرض منفصل من مالك بادريس السابق جون موريس - الذي أبدى اهتمامًا بفريق MLS في التسعينيات - وفريق غير محدد من الدوري الإنجليزي الممتاز قبل عام. اقترح عرض ستون إعادة تطوير موقع ملعب كوالكوم المسمى "سوكر سيتي" والذي سيشمل تطويرًا متعدد الاستخدامات وحديقة تحيط بملعب مشترك مع الفرق الرياضية التابعة لجامعة ولاية سان دييغو (SDSU)، والمعروفة باسم الأزتيك. يتسع الملعب لـ 20.000 إلى 32.000 متفرج ويكلف 200 مليون دولار للبناء. تم الإعلان عن اقتراح منفصل من SDSU، المسمى SDSU West، ووضعه في نفس الاقتراع في نوفمبر 2018؛ خسر فريق سوكر سيتي بنتيجة 30 في المائة من الأصوات، بينما حصل SDSU West على 55  في المئة موافقة. 
فريق الدرجة الثانية، نادي سان دييغو لويال الرياضي، تم إنشاؤه بواسطة وارن سميث ولاندون دونوفان في عام 2019 وبدأ اللعب في العام التالي في بطولة USL في ملعب توريرو. أظهر الفريق أيضًا اهتمامًا بإطلاق توسعة MLS مع شركاء آخرين، ولكنها لم تكن جزءًا من أي عروض لاحقة. ملعب SDSU West، المسمى ملعب سنابدراغون، تم افتتاحه في عام 2022 وأصبح موطنًا لفريق نادي سان دييغو ويف، وهو فريق توسعي في الدوري الوطني لكرة القدم للسيدات انتقل من ملعب توريرو. سجل الفريق العديد من الأرقام القياسية لحضور كرة القدم للسيدات في الولايات المتحدة في موسمه الأول واجتذب 32000 مشجع في ملعب سنابدراغون الجديد. تواصلت العديد من مجموعات المستثمرين أيضًا مع SDSU لإطلاق فريق توسعة MLS الذي سيلعب في ملعب سنابدراغون مع الامتيازات المالية التي يطلبها الدوري. تم الإعلان عن اقتراح منفصل لبناء منطقة سكنية وفندقية متعددة الاستخدامات في ضاحية تشولا فيستا مع ملعب خاص بكرة القدم في أبريل 2023 من قبل مجموعة تطوير البتراء والمستثمرين الخارجيين.

### عرض منصور – سيكوان

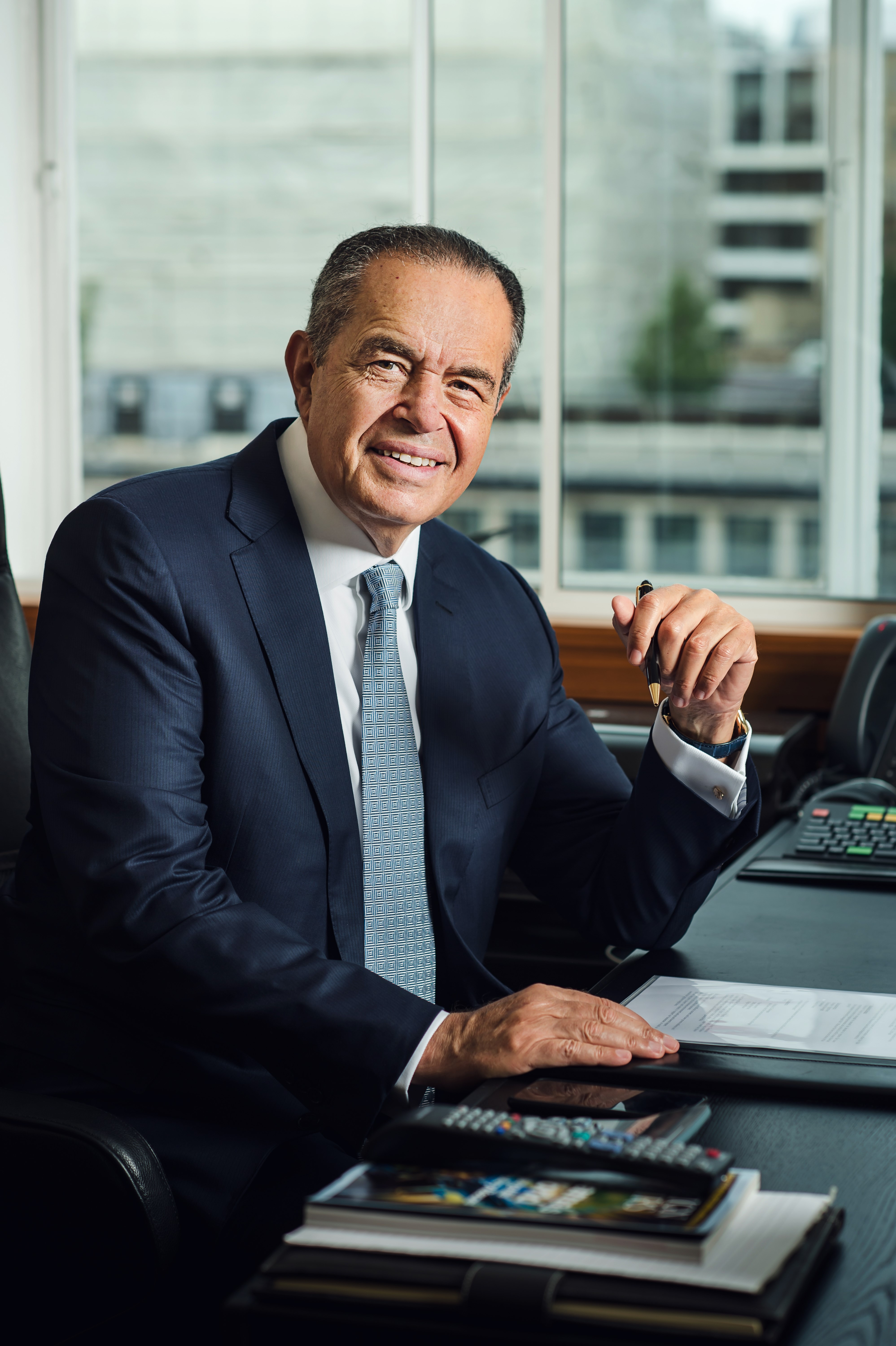
انضم محمد منصور إلى فرقة سيكوان التابعة لقبيلة كومياي لتقديم عرض لشراء فريق توسعة MLS في عام 2022

بدأت فرقة سيكوان التابعة لقبيلة كومياي، وهي قبيلة أمريكية أصلية معترف بها اتحاديًا ومشغلو أماكن الترفيه المحلية، في البحث عن فرص للاستثمار في ملكية الألعاب الرياضية في ديسمبر 2020. دخلت القبيلة في شراكة مع المطور براد تيرميني لتقديم عطاءات لإنشاء فريق توسعة MLS في العام التالي وبحثت عن شريك مالي رئيسي بمساعدة الدوري. وتواصلت قبيلة سيكوان مع مجموعة منصور التي يقودها رجل الأعمال محمد منصور، والتي انضمت إلى العرض أواخر عام 2022. في أكتوبر 2022، ذكرت صحيفة سان دييغو يونيون - تريبيون أن الفريق المقترح سيتطلب اتفاقًا مع SDSU لاستخدام ملعب سنابدراغون. تنافس سان دييغو مع مقترحات من لاس فيغاس، الذي تم وصفه سابقًا بأنه "المفضل" ليصبح فريق MLS الثلاثين؛ عرض لاس فيغاس الأساسي، بقيادة ويس إيدينس وناصف ساويرس ، الذي شارك في ملكية نادي أستون فيلا في الدوري الإنجليزي الممتاز، تضمن ملعبًا داخليًا مفاهيميًا.
في 18 مايو 2023، في حدث ملعب سنابدراغون، أعلنت MLS أن فريق التوسع قد تم منحه إلى سان دييغو وسيكون مملوكًا لمنصور وقبيلة سيكوان. ودفعت مجموعة الملكية رسوم توسعة قدرها 500 مليون دولار وفقا لتقارير وسائل الإعلام. وفي غضون يوم واحد، تم بيع إجمالي 5000 تذكرة موسمية. تم الكشف عن اسم الفريق، نادي سان دييغو لكرة القدم، والألوان في حدث أقيم في 20 أكتوبر. ومن المقرر أن يبدأ نادي سان دييغو اللعب في عام 2025، مما يمنح ولاية كاليفورنيا أربعة أندية في الدوري الأمريكي لكرة القدم. اللاعب الأول للفريق، حارس مرمى نادي لويال السابق دوران فيري، تم توقيعه في ديسمبر 2023 وتم إعارته إلى نادي أورانج كاونتي الرياضي لموسم 2024.
أعلن نادي سان دييغو لكرة القدم عن شراكة مدتها خمس سنوات مع نادي تيجوانا في مايو 2024 والتي ستتضمن مباراة ودية سنوية بين الفريقين، تستضيفها سان دييغو. إنها الشراكة الأولى من نوعها بين أندية فردية في الدوري الأمريكي لكرة القدم (MLS) والدوري المكسيكي الممتاز. (Liga MX). وقع الفريق على أول لاعب معين له، الدولي المكسيكي والمهاجم هيرفينغ "تشاكي" لوزانو من بي إس في آيندهوفن، بعقد مدته أربع سنوات في يونيو. سيبقى لوزانو مع آيندهوفن حتى المعسكر التدريبي الأول لفريق سان دييغو لكرة القدم في يناير 2025.

## هوية النادي
يتكون شعار الفريق من درع بالألوان الرسمية للنادي - الكروم والأزرق - محاط بشريط متدرج من اللون الأزرق والأحمر والبرتقالي والأصفر. يوجد في وسط الدرع تصميم دائري يسمى "التدفق"، مكون من 18 سطرًا تمثل المدن الـ18 في مقاطعة سان دييغو. يوجد في الجزء العلوي من الدرع قوس يحمل العلامة النصية "سان دييغو"، وهو يمثل علامات ضخمة تزين أحياء المدينة.
تعاقد نادي سان دييغو لكرة القدم مع بوبيلا، مستشار التصميم الكوستاريكي، لتطوير هوية النادي. كانت سلسلة من الشعارات الثانوية التي تحمل علامة "The Flow" والعلامة النصية "SD" أيضًا جزءًا من عملية الكشف. تم استخدام San Diego FC كاسم عملي وعنصر نائب في وقت إعلان التوسيع في مايو 2023؛  الفريق هو الحادي عشر في الدوري الأمريكي الذي يستخدم اللاحقة "FC". الاسم والشعار، اللذان سربتهما صحيفة The Athletic قبل يوم واحد من كشف النقاب عنهما في أكتوبر، حظيا باستقبال سلبي بشكل عام عبر الإنترنت. تم بيع بضائع الفريق في هذا الحدث واستكملت بافتتاح مساحة منبثقة في مركز التسوق ميشن فالي في نوفمبر.

### الرعاية
| الفترة        | الشركة المصنعة للطقم | راعي القميص  |
| ------------- | -------------------- | ------------ |
| 2025–المستقبل | أديداس               | دايركت تي في |

أعلن الفريق عن رعايته الأولى لقميصه مع "دايركت تي في" في 18 يوليو 2024.

## الملعب والمرافق

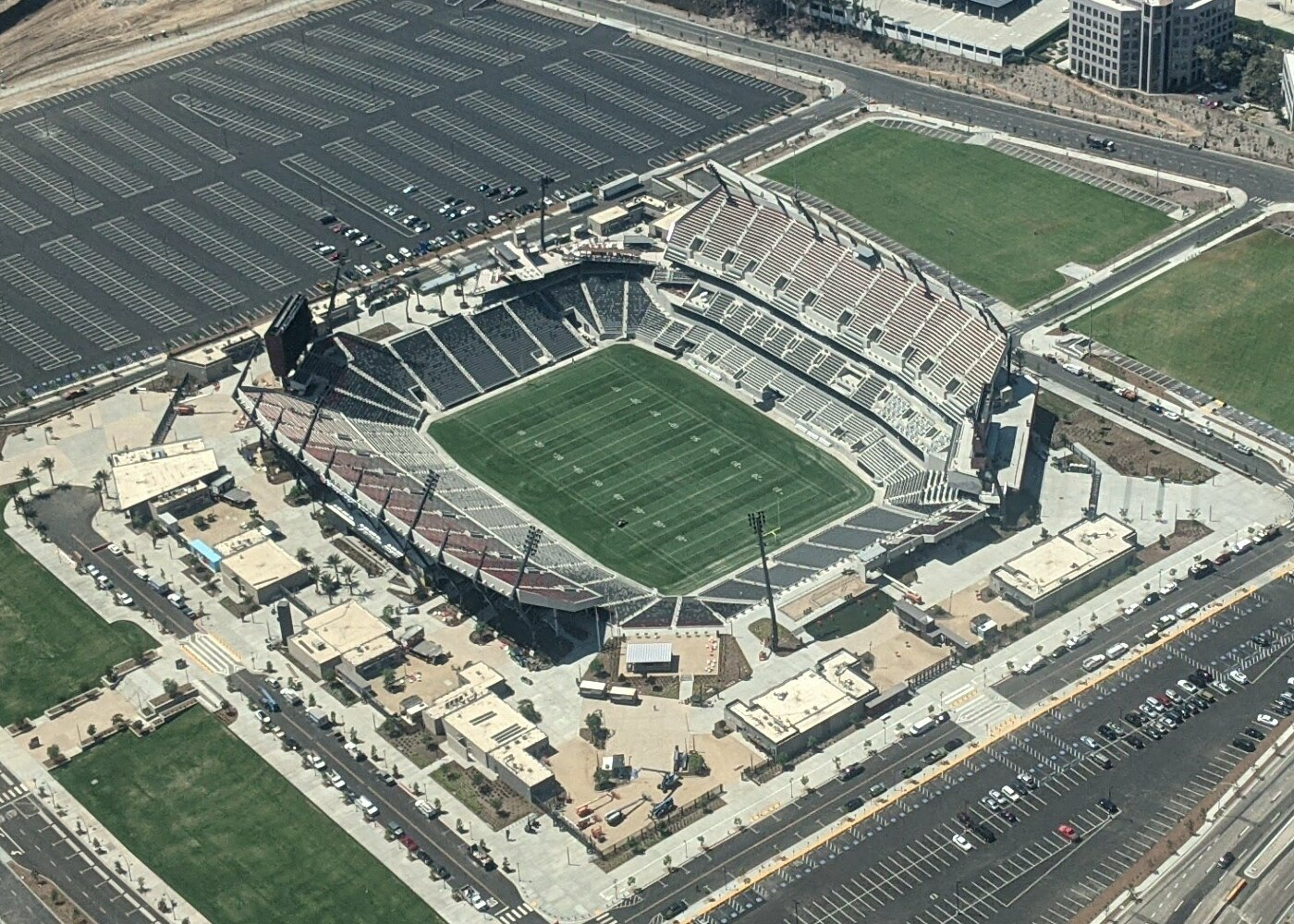
منظر جوي لملعب سنابدراغون، الملعب الرئيسي للفريق في المستقبل

سيلعب نادي سان دييغو لكرة القدم مبارياته على أرضه في ملعب سنابدراجون ، وهو مكان خارجي يتسع لـ 35000 مقعد تم افتتاحه في عام 2022 في الموقع السابق لاستاد سان دييغو. يقع الملعب في حرم جامعة ولاية سان دييغو في جامعة ولاية سان دييغو ميشن فالي (SDSU Mission Valley)، ويستخدم بشكل أساسي من قبل الجامعة لمباريات كرة القدم في كلية الأزتيكية. كما أنها موطن لنادي سان دييغو ويف من الدوري الوطني لكرة القدم للسيدات وسان دييغو ليجيون من دوري الرغبي الرئيسي. استضاف الملعب أيضًا مباريات ودية دولية ومسابقات كونكاكاف منذ عام 2023، بما في ذلك نهائي كأس الكونكاكاف الذهبية 2024.
تم بناء ملعب سنابدراغون وفقًا لمواصفات كرة القدم مع تركيبات مختلفة تلبي معايير MLS. سعة الملعب أكبر من معظم الملاعب المخصصة لكرة القدم، لكن يفتقر إلى السقف أو أي وسيلة حماية أخرى من الطقس. يحتوي الملعب أيضًا على 20 جناحًا فاخرًا ومنطقة جلوس بجانب الملعب. بالنسبة الى سان دييغو يونيون - تريبيون ، وقع نادي سان دييغو إف سي اتفاقية إيجار في مايو 2023 مع جامعة ولاية سان دييغو لاستخدام الملعب، والذي من المتوقع أن يكلف 200 ألف دولار لكل مباراة. سيشارك الفريق غرف تبديل الملابس مع فريق كرة القدم بالجامعة ويكون له أولوية الجدولة خلفهم، ولكن قبل فريق سان دييغو ويف إف سي. سيحصل النادي أيضًا على 1.75 مليون دولار من حقوق تسمية الملعب التي دفعتها شركة كوالكوم كجزء من عقد الإيجار.
ومن المقرر إنشاء مرافق تدريب الفريق على 28-أكر (11 ها) موقع مجاور لمنتجع منتجع سينغينج هيلز للغولف في محمية سيكوان شرق الكاهون. سيتم مشاركة الحرم الجامعي مع أكاديمية رايت تو دريم للشباب وسيتمركز حول 50,000 قدم مربع (4,600 م2) مبنى يحتوي على خمسة ملاعب كاملة الحجم ونصف ملعب. سيتم تجديد فندق سينجينج هيلز السابق ليصبح مساكن للاعبي الأكاديمية والموظفين. بدأ البناء في نوفمبر 2023 ومن المقرر أن يكتمل بحلول عام 2025، مع بدء برامج الأكاديمية الأولى في أواخر ذلك العام. يقع المقر الرئيسي للفريق في مساحة مستأجرة في حي ليتل إيتالي في سان دييغو.

## الملكية والإدارة
الفريق مملوك لمحمد منصور، رجل الأعمال والسياسي البريطاني المصري، وفرقة سيكوان التابعة لقبيلة كومياي. تمتلك مجموعة منصور أيضًا نادي نوردشيلاند الدنماركي وأكاديمية رايت تو دريم، التي لديها مرافق في غانا ومصر والدنمارك. من المقرر افتتاح فرع لأكاديمية رايت تو دريم في الكاهون مع مرافق سكنية تتسع لـ 120 إلى 160 لاعبًا، وفقًا لصحيفة سان دييجو يونيون تريبيون. تعد فرقة سيكوان أول قبيلة أمريكية أصلية تمتلك جزءًا من فريق كرة قدم محترف في الولايات المتحدة والثانية تمتلك حصة ملكية في أي فريق رياضي محترف بعد قبيلة موهيجان في ولاية كونيتيكت. تضم مجموعة الملكية أيضًا لاعب بادريس ماني ماتشادو والمطور براد تيرميني والعديد من المديرين التنفيذيين لـ رايت تو دريم. تم تعيين توم بن رئيسًا تنفيذيًا للنادي في 18 مايو 2023؛ كان سابقًا رئيسًا لنادي لوس أنجلوس لكرة القدم. في 20 نوفمبر 2024، أعلن النادي أن لاعب كرة القدم الإسباني خوان ماتا انضم إلى مجموعة الملكية الخاصة به.
أول مدرب لنادي سان دييغو هو مايكي فاراس، الذي تم تعيينه في سبتمبر 2024. وكان مدربًا مؤقتًا للمنتخب الوطني للرجال في الولايات المتحدة لمباراتين وكان قد درب سابقًا منتخب الولايات المتحدة تحت 20 عامًا.

## ثقافة النادي
يضم نادي سان دييغو سبع مجموعات مشجعين معترف بها رسمياً والتي تشكل اتحاد مشجعي سان دييغو المستقلين، والذي تم تخصيص 3000 مقعد وقوف آمن له في ملعب سناب دراجون من قبل النادي.

## البث
يتم بث جميع مباريات الموسم العادي للنادي عالمياً على MLS Season Pass، وهي خدمة بث عبر الإنترنت تعمل تحت العلامة التجارية أبل تي في. يتم بث المباراة بالإنجليزية عن طريق كيه جي بي (760 إيه إم) مع تعليق مباشر من أدريان جارسيا ماركيز وسلسلة من المحللين الضيوف، بما في ذلك مارفيل وين، وسال زيزو، ووارن بارتون. يتم بث البرنامج الإذاعي الإسباني على XEPE (1700 AM)، التابعة لراديو TUDN، بواسطة المذيع المباشر ريكاردو "بوني" خيمينيز.

## اللاعبين والموظفين

### القائمة الحالية
آخر تحديث 19 مايو 2025.
ملاحظة: تشير الأعلام إلى المنتخب الوطني على النحو المحدد في قواعد الأهلية للفيفا. قد يحمل اللاعبون أكثر من جنسية واحدة غير تابعة للفيفا.
| الرقم | البلد            | المركز | اللاعب                                           |
| ----- | ---------------- | ------ | ------------------------------------------------ |
| 1     | الولايات المتحدة | حارس   | سي جيه دوس سانتوس                                |
| 2     | غانا             | مدافع  | ويلي كومادو                                      |
| 4     | كولومبيا         | مدافع  | أندريس رييس                                      |
| 5     | السنغال          | مدافع  | حمادي ديوب                                       |
| 6     | الدنمارك         | وسط    | جيبي تفيرسكوف                                    |
| 7     | الدنمارك         | مهاجم  | ماركوس إنغفارتسن                                 |
| 8     | فنلندا           | وسط    | اوني فالاكاري (على سبيل الإعارة من بافوس)        |
| 9     | كولومبيا         | مهاجم  | توماس أنخيل                                      |
| 10    | الدنمارك         | مهاجم  | أنديرس درير                                      |
| 11    | المكسيك          | مهاجم  | هيرفينغ لوزانو                                   |
| 13    | المكسيك          | حارس   | بابلو سيسنييغا                                   |
| 14    | الولايات المتحدة | وسط    | لوكا دي لا توري (على سبيل الإعارة من سيلتا فيغو) |
| 16    | النرويج          | وسط    | هاين جيكلينج بروسيث                              |
| 17    | أيرلندا الشمالية | مدافع  | بادي ماكنير                                      |
| 19    | ألمانيا          | مدافع  | جاسبر لوفيلسيند                                  |

| الرقم | البلد            | المركز | اللاعب                                                   |
| ----- | ---------------- | ------ | -------------------------------------------------------- |
| 20    | بنما             | وسط    | أنيبال غودوي                                             |
| 22    | الأرجنتين        | مدافع  | فرانكو نيجري                                             |
| 24    | غانا             | وسط    | إيمانويل بواتينغ                                         |
| 25    | الولايات المتحدة | مدافع  | يان بيلشر                                                |
| 26    | غانا             | وسط    | مانو دواه                                                |
| 27    | الولايات المتحدة | مدافع  | لوكا بومبينو (على سبيل الإعارة من نادي لوس أنجلوس)       |
| 29    | تونس             | مهاجم  | أنيس السعيدي                                             |
| 32    | الولايات المتحدة | مهاجم  | ميلان إيلوسكي (على سبيل الإعارة من نادي نوردشيلاند)      |
| 33    | الولايات المتحدة | مدافع  | أوسكار فيرهوفن (على سبيل الإعارة من سان خوسيه إيرثكويكس) |
| 70    | الولايات المتحدة | وسط    | أليخاندرو ألفارادو جونيور                                |
| 77    | إنجلترا          | مهاجم  | أليكس مايتن                                              |
| 97    | السويد           | مدافع  | كريستوفر ماكفاي                                          |
| 98    | الولايات المتحدة | حارس   | جاكوب جاكسون                                             |

### خارج على سبيل الإعارة
ملاحظة: تشير الأعلام إلى المنتخب الوطني على النحو المحدد في قواعد الأهلية للفيفا. قد يحمل اللاعبون أكثر من جنسية واحدة غير تابعة للفيفا.
| الرقم | البلد            | المركز | اللاعب                                                         |
| ----- | ---------------- | ------ | -------------------------------------------------------------- |
|       | الولايات المتحدة | حارس   | دوران فيري (على سبيل الإعارة إلى نوردشيلاند حتى 30 يونيو 2025) |

### الطاقم
| طاقم التدريب     | طاقم التدريب   |
| ---------------- | -------------- |
| المدرب           | مايكي فاراس    |
| مساعد المدرب     | فرانك هورتبيرج |
| مساعد المدرب     | كلفن جونز      |
| مساعد المدرب     | لوتشيانو فوسكو |
| مدرب حراس المرمى | جيسون جروب     |

آخر تحديث: ديسمبر 2024
المصدر: نادي سان دييغو

## سجلات الفريق

### المدربين الرئيسيين
آخر تحديث 16 سبتمبر 2024.
- يتضمن الموسم العادي، ومباريات التصفيات، ودوري أبطال الكونكاكاف، وكأس الدوري، ومباريات كأس الولايات المتحدة المفتوحة.

| المدرب       | الجنسية          | البداية         | النهاية | لعب | فاز | خسر | تعادل | فوز % |
| ------------ | ---------------- | --------------- | ------- | --- | --- | --- | ----- | ----- |
| مايكي فاراس ‏ | الولايات المتحدة | سبتمبر 16, 2024 | الحاضر  | 0   | 0   | 0   | 0     | —     |

## وصلات خارجية
الموقع الرسمي